# Кастањеа (Бијела)
Кастањеа је насеље у Италији у округу Бијела, региону Пијемонт.
Према процени из 2011. у насељу је живело 237 становника. Насеље се налази на надморској висини од 758 м.